# MTVムービー・アワード ブレイクスルー演技賞
本項目は、MTVムービー・アワードのブレイクスルー演技賞（Best Breakthrough Performance）の候補者及び受賞者の一覧である。1999年から2005年、および2009年は男性部門と女性部門にわかれていた。2011年はブレイクアウト・スター賞（Best Breakout Star）となった。

## 受賞とノミネート一覧

### 1990年代
- 1992年: エドワード・ファーロング - 『ターミネーター2』
  - アンナ・クラムスキー - 『マイ・ガール』
  - アイス-T - 『ニュー・ジャック・シティ』
  - キャンベル・スコット - 『愛の選択』
  - キンバリー・ウィリアムズ＝ペイズリー - 『花嫁のパパ』
- 1993年: マリサ・トメイ - 『いとこのビニー』
  - ハル・ベリー - 『いとこのビニー』
  - ホイットニー・ヒューストン - 『ボディガード』
  - キャシー・ナジミー - 『天使にラブ・ソングを…』
  - ロージー・オドネル - 『プリティ・リーグ』
- 1994年: アリシア・シルヴァーストーン - 『ダリアン』
  - レイフ・ファインズ - 『シンドラーのリスト』
  - ジェイソン・スコット・リー - 『ドラゴン/ブルース・リー物語』
  - ロス・マリンジャー - 『めぐり逢えたら』
  - ジェイソン・ジェームズ・リクター - 『フリー・ウィリー』
- 1995年: キルスティン・ダンスト - 『インタビュー・ウィズ・ヴァンパイア』
  - ティム・アレン - 『サンタクローズ』
  - キャメロン・ディアス - 『マスク』
  - ヒュー・グラント - 『フォー・ウェディング』
  - ミケルティ・ウィリアムソン - 『フォレスト・ガンプ/一期一会』
- 1996年: ジョージ・クルーニー - 『フロム・ダスク・ティル・ドーン』
  - ショーン・パトリック・フラナリー - 『パウダー』
  - ナターシャ・ヘンストリッジ - 『スピーシーズ 種の起源』
  - レラ・ローション - 『ため息つかせて』
  - クリス・タッカー - 『friday』
- 1997年: マシュー・マコノヒー - 『評決のとき』
  - ヴィヴィカ・A・フォックス - 『インデペンデンス・デイ』
  - コートニー・ラブ - 『ラリー・フリント』
  - ユアン・マクレガー - 『トレインスポッティング』
  - レネー・ゼルウィガー - 『ザ・エージェント』
- 1998年: ヘザー・グラハム - 『ブギーナイツ』
  - ジョーイ・ローレン・アダムス - 『チェイシング・エイミー』
  - ルパート・エヴェレット - 『ベスト・フレンズ・ウェディング』
  - サラ・ミシェル・ゲラー - 『ラストサマー』
  - ジェニファー・ロペス - 『セレナ』
- 1999年:
  - 男性演技賞: ジェームズ・ヴァン・ダー・ビーク - 『バーシティ・ブルース』
    - レイ・アレン - 『ラストゲーム』
    - ジョセフ・ファインズ - 『恋におちたシェイクスピア』
    - ジョシュ・ハートネット - 『ハロウィンH20』
    - クリス・ロック - 『リーサル・ウェポン4』

  - 女性演技賞: ケイティ・ホームズ - 『洗脳』
    - ケイト・ブランシェット - 『エリザベス』
    - ブランディ - 『ラストサマー2』
    - レイチェル・リー・クック - 『シーズ・オール・ザット』
    - キャサリン・ゼタ＝ジョーンズ - 『マスク・オブ・ゾロ』

### 2000年代
- 2000年:
  - 男性演技賞: ハーレイ・ジョエル・オスメント - 『シックス・センス』
    - ウェス・ベントリー - 『アメリカン・ビューティー』
    - ジェイソン・ビッグス - 『アメリカン・パイ』
    - マイケル・クラーク・ダンカン - 『グリーンマイル』
    - ジェイミー・フォックス - 『エニイ・ギブン・サンデー』

  - 女性演技賞: ジュリア・スタイルズ - 『恋のからさわぎ』
    - セルマ・ブレア - 『クルーエル・インテンションズ』
    - シャノン・エリザベス - 『アメリカン・パイ』
    - キャリー＝アン・モス - 『マトリックス』
    - ヒラリー・スワンク - 『ボーイズ・ドント・クライ』
- 2001年:
  - 男性演技賞: ショーン・パトリック・トーマス - 『セイブ・ザ・ラストダンス』
    - ジャック・ブラック - 『ハイ・フィデリティ』
    - パトリック・フュジット - 『あの頃ペニー・レインと』
    - トム・グリーン - 『ロード・トリップ』
    - ヒュー・ジャックマン - 『X-メン』
    - アシュトン・カッチャー - 『ゾルタン★星人』

  - 女性演技賞: エリカ・クリステンセン - 『トラフィック』
    - アリーヤ - 『ロミオ・マスト・ダイ』
    - アンナ・ファリス - 『最終絶叫計画』
    - パイパー・ペラーボ - 『コヨーテ・アグリー』
    - チャン・ツィイー - 『グリーン・デスティニー』
- 2002年:
  - 男性演技賞: オーランド・ブルーム - 『ロード・オブ・ザ・リング』
    - DMX - 『DENGEKI 電撃』
    - コリン・ハンクス - 『オレンジカウンティ』
    - ダニエル・ラドクリフ - 『ハリー・ポッターと賢者の石』
    - ポール・ウォーカー - 『ワイルド・スピード』

  - 女性演技賞: マンディ・ムーア - 『ウォーク・トゥ・リメンバー』
    - ペネロペ・クルス - 『ブロウ』
    - アン・ハサウェイ - 『プリティ・プリンセス』
    - シャニン・ソサモン - 『ROCK YOU!』
    - ブリトニー・スピアーズ - 『ノット・ア・ガール』
- 2003年:
  - 男性演技賞: エミネム - 『8 Mile』
    - ニック・キャノン - 『ドラムライン』
    - キーラン・カルキン - 『17歳の処方箋』
    - デレク・ルーク - 『きみの帰る場所/アントワン・フィッシャー』
    - ライアン・レイノルズ - National Lampoon's Van Wilder

  - 女性演技賞: ジェニファー・ガーナー - 『デアデビル』
    - ケイト・ボスワース - 『ブルークラッシュ』
    - イヴ - 『バーバーショップ』
    - マギー・ジレンホール - 『セクレタリー』
    - ビヨンセ・ノヴルズ - 『オースティン・パワーズ ゴールドメンバー』
    - ニア・ヴァルダロス - 『マイ・ビッグ・ファット・ウェディング』
- 2004年:
  - 男性演技賞: ショーン・アシュモア - 『X-MEN2』
    - シャイア・ラブーフ - 『穴/HOLES』
    - リュダクリス - 『ワイルド・スピードX2』
    - オマリオン - 『ユー・ガット・サーブド』
    - キリアン・マーフィー - 『28日後...』

  - 女性演技賞: リンジー・ローハン - 『フォーチュン・クッキー』
    - ジェシカ・ビール - 『テキサス・チェーンソー』
    - スカーレット・ヨハンソン - 『ロスト・イン・トランスレーション』
    - キーラ・ナイトレイ - 『パイレーツ・オブ・カリビアン/呪われた海賊たち』
    - エヴァン・レイチェル・ウッド - 『サーティーン あの頃欲しかった愛のこと』
- 2005年:
  - 男性演技賞: ジョン・ヘダー - 『ナポレオン・ダイナマイト』
    - ザック・ブラフ - 『終わりで始まりの4日間』
    - フレディ・ハイモア - 『ネバーランド』
    - ティム・マッグロウ - 『プライド 栄光への絆』
    - タイラー・ペリー - Diary of a Mad Black Woman

  - 女性演技賞: レイチェル・マクアダムス - 『ミーン・ガールズ』
    - アシャンティ - 『コーチ・カーター』
    - エリシャ・カスバート - 『ガール・ネクスト・ドア』
    - ブライス・ダラス・ハワード - 『ヴィレッジ』
    - エミー・ロッサム - 『デイ・アフター・トゥモロー』
- 2006年: アイラ・フィッシャー - 『ウェディング・クラッシャーズ』
  - アンドレ・"3000"・ベンジャミン - 『フォー・ブラザーズ/狼たちの誓い』
  - ジェニファー・カーペンター - 『エミリー・ローズ』
  - タラジ・P・ヘンソン - 『ハッスル&フロウ』
  - ロマニー・マルコ - 『40歳の童貞男』
  - ネリー - 『ロンゲスト・ヤード』
- 2007年: ジェイデン・スミス - 『幸せのちから』
  - エミリー・ブラント - 『プラダを着た悪魔』
  - アビゲイル・ブレスリン - 『リトル・ミス・サンシャイン』
  - レナ・ヘディ - 『300 〈スリーハンドレッド〉』
  - コロンバス・ショート - 『ストンプ・ザ・ヤード』
  - ジャスティン・ティンバーレイク - 『アルファ・ドッグ 破滅へのカウントダウン』
- 2008年: ザック・エフロン - 『ヘアスプレー』
  - ニッキー・ブロンスキー - 『ヘアスプレー』
  - クリス・ブラウン - This Christmas
  - マイケル・セラ - 『スーパーバッド 童貞ウォーズ』
  - ミーガン・フォックス - 『トランスフォーマー』
  - ジョナ・ヒル - 『スーパーバッド 童貞ウォーズ』
  - クリストファー・ミンツ＝プラッセ - 『スーパーバッド 童貞ウォーズ』
  - セス・ローゲン - 『無ケーカクの命中男/ノックトアップ』
- 2009年:
  - 男性演技賞: ロバート・パティンソン - 『トワイライト〜初恋〜』
    - ベン・バーンズ - 『ナルニア国物語/第2章: カスピアン王子の角笛』
    - テイラー・ロートナー - 『トワイライト〜初恋〜』
    - デーヴ・パテール - 『スラムドッグ$ミリオネア』
    - ボビー・J・トンプソン - 『ぼくたちの奉仕活動』

  - 女性演技賞: アシュレイ・ティスデイル - 『ハイスクール・ミュージカル/ザ・ムービー』
    - マイリー・サイラス - 『ハンナ・モンタナ/ザ・ムービー』
    - カット・デニングス - 『キミに逢えたら!』
    - ヴァネッサ・ハジェンズ - 『ハイスクール・ミュージカル/ザ・ムービー』
    - フリーダ・ピントー - 『スラムドッグ$ミリオネア』
    - アマンダ・サイフリッド - 『マンマ・ミーア!』

### 2010年代
- 2010年: アナ・ケンドリック - 『マイレージ、マイライフ』
  - クィントン・アーロン - 『しあわせの隠れ場所』
  - ザック・ガリフィアナキス - 『ハングオーバー! 消えた花ムコと史上最悪の二日酔い』
  - ローガン・ラーマン - 『パーシー・ジャクソンとオリンポスの神々』
  - クリス・パイン - 『スター・トレック』
  - ガボレイ・シディベ - 『プレシャス』
- 2011年: クロエ・モレッツ - 『キック・アス』
  - ジェイ・チョウ - 『グリーン・ホーネット』
  - アンドリュー・ガーフィールド - 『ソーシャル・ネットワーク』
  - ゼイヴィア・サミュエル - 『エクリプス/トワイライト・サーガ』
  - ヘイリー・スタインフェルド - 『トゥルー・グリット』
  - オリヴィア・ワイルド - 『トロン: レガシー』
- 2012年: シェイリーン・ウッドリー - 『ファミリー・ツリー』
  - エル・ファニング - 『SUPER8/スーパーエイト』
  - メリッサ・マッカーシー - 『ブライズメイズ 史上最悪のウェディングプラン』
  - ルーニー・マーラ - 『ドラゴン・タトゥーの女』
  - リアム・ヘムズワース - 『ハンガー・ゲーム』
- 2013年: レベル・ウィルソン - Pitch Perfect
  - エディ・レッドメイン - 『レ・ミゼラブル』
  - エズラ・ミラー - 『ウォールフラワー』
  - クヮヴェンジャネ・ウォレス - 『ハッシュパピー 〜バスタブ島の少女〜』
  - スラージ・シャルマ - 『ライフ・オブ・パイ/トラと漂流した227日』
- 2014年: ウィル・ポールター  - 『なんちゃって家族』
  - リアム・ジェームズ - 『The Way Way Back』
  - マーゴット・ロビー - 『ウルフ・オブ・ウォールストリート』
  - Michael B. Jordan - 『Fruitvale Station』
  - マイルズ・テラー - 『The Spectacular Now』